# Child Focus
 (avril 2020).
La Fondation pour enfants disparus et sexuellement exploités, active sous le nom de Child Focus, est une fondation belge d'utilité publique.

## Activités
Child Focus aide à retrouver les enfants disparus et à lutter contre l'exploitation sexuelle des mineurs en ligne et hors ligne. La Fondation œuvre également pour un Internet plus sûr pour les enfants et les adolescents. En 2009, la Commission européenne a reconnu Child Focus comme le Centre belge pour la sécurité des enfants en ligne. 
Les fonds publics couvrent un peu plus d'un tiers des besoins financiers de Child Focus. Les entreprises et le grand public financent le reste.

## Historique
En juin 1996, un an après la disparition de sa fille Julie (victime de Marc Dutroux), Jean-Denis Lejeune apprend l'existence à Washington du National Center for Missing and Exploited Children. Il s'y rend pour en étudier le fonctionnement et, de retour en Belgique, avec le soutien d'un comité de parents d'enfants disparus, obtient le jour de la Marche blanche du 20 octobre 1996, les appuis politiques pour créer une organisation semblable. En 1997, le projet est mis sur les rails et la présidence du conseil d'administration est confiée au baron Daniel Cardon de Lichtbuer. Le 31 mars 1998, le roi Albert II, la Reine Paola et le premier ministre belge Jean-Luc Dehaene inaugurent Child Focus. En 2007, Jean-Louis Duplat succède au baron Daniel Cardon de Lichtbuer. En 2016, François Cornélis reprend le flambeau.
En 2020, elle est partie civile lors de l'une des plus grandes affaires d'échanges de fichiers pédopornographiques.